# Aljanah
Aljanah, Bayer-Bezeichnung ε Cygni (Epsilon Cygni), veraltet auch  "Gienah", ist ein 72 Lichtjahre entfernter Stern im Sternbild Schwan der Spektralklasse K0 mit einer scheinbaren Helligkeit von 2,5 mag. Der Stern ist vermutlich die hellste Komponente eines Doppel- oder Mehrfachsternsystems. Über den oder die Begleiter ist aber bisher wenig bekannt.
Der Eigenname Gienah (arabisch جناح, DMG ğanāḥ ‚Flügel‘) ist historisch. Zur Unterscheidung vom gleichnamigen Stern im Sternbild Corvus wird er auch Gienah Cygni genannt. Auf Empfehlung der IAU 2017 sollte der Name Gienah nur noch für Gamma Corvi benutzt werden, für Epsilon Cygni dagegen die davon abweichende Lateinumschrift Aljanah, wodurch die Zweideutigkeit im nicht-arabischen Sprachraum aufgehoben wird.